# فرط كالسيوم الدم
فرط كالسيوم الدم (بالإنجليزية: hypercalcemia)‏ عندما يكون مستوى الكالسيوم في سوائل الجسم عال فإن الجهاز العصبي ينحط وردود الأفعال تصبح بطيئة جدا في الجهاز العصبي. وزيادة معدل الكالسيوم في الدم (المعدل الطبيعي: 8- 10.5 mg/dl). تظهر على شكل نقصان في المسافة QT في مخطط القلب الكهربائي تخطيط كهربائية القلب، وأيضا يؤدي إلى إرهاق، كأبة, تشوش في الذهن، نقصان الشهية، غثيان, تقيء قرحات المعدة peptic ulcer, التهاب البنكرياس وامساك ويعزى ذلك إلى تباطؤ انقباض العضلات التي تغطي الجهاز الهضمي.
هذه الأعراض تبدأ في الظهور عندما يرتفع مستوى الكالسيوم في الدم فوق 12 mg/dl وتصبح الأعراض واضحة إذا ما ارتفع فوق 15 mg/dl وإذا ما ارتفع الكالسيوم فوق 17 mg/dl فإن بلورات فوسفات الكالسيوم قد تبدأ بالترسب في أجزاء الجسم، وهذه الزيادة في الكالسيوم ذات علاقة بالاضطرابات التي تحدث في الغدة جارة الدرقية (فرط الدريقات)، فتحدث هذه الأعراض في حالة وجود ارتفاع معدل افراز هرمون الباراثيرمون كأن يكون هنالك ورم في الغدة مما يضاعف من إنتاج الهرمون.

## العلامات والأعراض
من أعراض فرط كالسيوم الدم الإمساك والضوضاء الذهانية وألم العظام (وخاصة إذارتفع هرمون الغدة الجار درقية) وحصى الكلى وإيحاءات نفسية (بما في ذلك الاكتئاب والارتباك).
من الأعراض الأخرى التعب، وفقدان الشهية والغثيان والتقيؤ، التهاب البنكرياس وزيادة التبول. [بحاجة لمصدر]
يمكن ان يحدث عدم انتظام في ضربات القلب، وتخطيط القلبيُظهر فاصل زمني قصير بين الموجتين QT  واتساع موجة T تشير إلى فرط كالسيوم الدم. وأخيرا قد تحدث أيضا، قرحة هضمية قد ق تحدث أيضا.
الأعراض هي أكثر شيوعا مع قيم الكالسيوم العالية في الدم (12.0 ملغ / دل أو 3 مليمول / لتر). فرط كالسيوم الدم الشديد (فوق 15-16 ملغ / 3,75-4 مليمول / لتر) يعتبر حالة طبية طارئة : عند هذه المستويات يمكن ان يحدث غيبوبة وتوقف القلب.

## الأسباب
فرط نشاط الغدة الجار درقية الابتدائي والخبيث يشكل حوالي 90 ٪ من حالات فرط كالسيوم الدم.

### وظيفة الغدة الجار الدرقية غير الطبيعية
- فرط نشاط الغدة الجار درقية الابتدائي
  - ورم انفرادي حميد بالغدة الجار درقية
  - تضخم الغدة الجار الدرقية الابتدائي
  - سرطان الغدة الجار الدرقية
  - ورم الغدد الصماء المتعدد (MEN)
  - فرط نشاط الغدة الجار درقية الوراثي المعزول [7]
- استخدام الليثيوم
- كالسيوم الدمِ الناقص فرط كالسيوم البولِ الوراثي \ فرط كالسيوم الدم[8] الوراثي [9] الحميد[10]

### ورم خبيث
- ورم صلب مع الانبثاث (مثل سرطان الثدي أو سرطان الخلايا الحرشفية التقليدي، والذي يمكن أن يحدث بواسطة PTHrP)
- ورم صلب مع فرط كالسيوم الدم بواسطة الهرمونات (مثل سرطان الرئة أو الكلى، أو ورم خلايا الكروماتين القاتمة)
- ورم دموي خبيث مثل (المايلوما المتعددة " ورم نقيي متعدد"، الأورام اللمفاوية وسرطان الدم)

### اضطرابات فيتامين د الأيضية
- فرط الفيتامين د (التسمم بفيتامين (د))
- ارتفاع 1,25(OH)2D (2) د (انظر الكالسيتريول تحت مستويات فيتامين (د)) ( على سبيل المثال داء الساركويد والأمراض الحبيبية الأخرى)
- فرط كالسيوم الدم في الطفولة مجهول السبب [11]
- رجوع فرط كالسيوم الدم بعد انحلال الربيدات

### الاضطرابات المتعلقة بارتفاع معدل تحول العظام
- فرط نشاط الغدة الدرقية
- عدم الحركة لفترة طويلة
- استخدام الثيازايد
- التسمم بفيتامين (أ)
- داء باجيت للعظام
- الورم النقوي المتعدد

### الفشل الكلوي
- فرط افراز الغدة الجاردرقية الثانوي الشديد
- التسممبالألومنيوم
- متلازمة اللبن والقلوي

## العلاج
الهدف من العلاج هو علاج فرط كالسيوم الدم أولا وبعد ذلك يتم توجيه الجهود لمعالجة السبب الكامن وراءه.

### العلاج الأولي: السوائل ومدرات البول
- الماء، وزيادة تناول الملح، وإدرار البول القسري.
  - هناك حاجة إلى الماء لأن العديد من المرضى يتعرضون للجفاف بسبب القيء أو عيوب كلوية في تركيز البول.
  - زيادة تناول الملح يمكن أيضا ان تزيد حجم السوائل بالجسم فضلا عن زيادة إفراز الصوديوم بالبول، مما يزيد من إفراز مزيد من الكالسيوم في البول (وبعبارة أخرى، يتم التعامل مع الكالسيوم والصوديوم (الملح) بطريقة مشابهة من قبل الكلى. أي شيء يسبب زيادة افراز الصوديوم (الملح) من الكلى، سوف '، يسبب زيادة عابرة في إفراز الكالسيوم عن طريق الكلى)
  - بعد الإماهة يمكن أن يعطى مدر البول العروي مثلفوروسيميد، للسماح باستمرار استبدال حجم كبير من الملح والمياه في الاوردة مع تقليل خطر زيادة حجم الدم، و الوذمة الرئوية. وبالإضافة إلى ذلك، مدرات البول العروية تميل إلى خفض الاستيعاب الكلوي للكالسيوم مما يساعد على خفض مستويات الكالسيوم في الدم
  - عادة ما يمكن أن تقلل من الكالسيوم في الدم 1-3 ملغ / ديسيلتر في غضون 24 ساعة
  - يجب اتخاذ الحذر لمنع استنزاف البوتاسيوم أو المغنيسيوم

### علاج اضافي :البايفوسفونيت والكالسيتونين
- البايفوسفونيت هو نظير للبيروفوسفات مع قابلية عالية للعظام، وخاصة مناطق ارتفاع معدل تحول العظم.
  - يتم اخذها بواسطة الخلايا آكلة العظام وتمنع ارتشاف العظام بواسطتة تلك الخلايا.
  - وتشمل العقاقير المتاحة حاليا (في ترتيب فعالية) : (الجيل الأول) إتيدرونات، (الجيل الثاني) تيلودروناتباميدرونات عن طريق الوريد، أليندرونات، ريسيدرونات، و(الجيل الثالث) زوليدرونات
  - جميع المرضى الذين يعانون من فرط كالسيوم الدم المرتبط بالسرطان، يجب أن يتلقوا العلاج بالبايفوسفونيت منذ أول خط للعلاج (أعلاه) ولا يمكن أن يستمر إلى أجل غير مسمى لانها ليست دون مخاطر. كذلك، حتى لو كان العلاج في 'الخط الأول' كان فعالا، سيكون شبه مؤكد أن فرط كالسيوم الدم سوف تتكرر في المريض مع فرط كالسيوم الدم المرتبط بالسرطان. استخدام البايفوسفونيت في مثل هذه الظروف، سيكون علاجيا ووقائيا.
  - مرضى الفشل الكلوي وفرط كالسيوم الدم وينبغي أن يخضعوا لتحليل المخاطر والمنافع قبل أن يعطوا بيسفوسفونايت، لأنها ممنوعة نسبيا في الفشل الكلوي.
- الكالسيتونين يمنع ارتشاف العظم ويزيد أيضا إفراز الكالسيوم عن طريق البول التي تحول دون استيعاب الكالسيوم الكلوي
  - وعادة ما تستخدم في فرط كالسيوم الدم المهدد للحياة جنبا إلى جنب مع معالجة الجفاف، ادرار البول، والبيسفوسفونايت
  - يساعد على منع تكرار فرط كالسيوم الدم
  - الجرعة هي 4 وحدات لكل كيلوغرام عن طريق تحت الجلد أو العضل كل 12 ساعة، وعادة لا تستمر إلى أجل غير مسمى

### علاجات أخرى
- نادرا ما تستخدم، أو تستخدم في ظروف خاصة
  - بليكاميسين يمنع ارتشاف العظام (نادرا ما تستخدم)
  - نترات الغاليوم يمنع ارتشاف العظام وتغييرات بنية بلورات العظام (نادرا ما تستخدم)
  - جلايكورتيكود يزيد إفرازالكالسيوم في البول ويخفض امتصاص الأمعاء للكالسيوم
    - لا تؤثر في مستوى الكالسيوم في الحالات العادية أو فرط كالسيوم الدم الابتدائي
    - فعالة في فرط كالسيوم الدم بسبب الأورام الخبيثة العظمية (المايلوما المتعددة، وسرطان الدم، و ورمالغدد الليمفاوية هودجيكين، سرطان في الثدي) وذلك بسبب خصائصها المضادة للورم
    - فعالة أيضا في فرط الفيتامين (د) والساركويد

  - غسيل الكلى عادة ما تستخدم في فرط كالسيوم الدم الذي أدى إلى الفشل الكلوي. وينبغي رصد إمداد الفوسفات وأضافته إذا لزم الأمر
  - العلاجبالفوسفات يمكن أن يصحح انخفاض الفوسفات في الدم في مواجهة فرط كالسيوم الدم ويخفض الكالسيوم في الدم